# シュガーバニーズ
シュガーバニーズ（ラテン文字表記：Sugarbunnies）は、日本のサンリオによるキャラクター群。デザインは深沢和美。
得意なことを職業（マエストロ）とするウサギ達で、居住地であるバニーズフィールドでは住民全員が双子である。主人公は白兎と黒兎。

## 来歴
- 2004年にキャラクター開発[4]。
- ふたごのウサギの国「バニーズフィールド」に住む、双子の天才パティシエ。
- 2005年1月19日から1月26日まで、サンリオと髙島屋・パティシエの永井紀之とのコラボレーションにより、新宿高島屋の特設会場でぬいぐるみや菓子を販売した。また、永井紀之が出店している新宿高島屋の洋菓子店「ノリエット」でしろうさとくろうさがレシピを考案したという設定のケーキやクッキー等を販売した。
- 2005年2月に第1号グッズを販売開始。
- 「小学生パティシエ選手権」のイメージキャラクターに、2005年8月20日の第1回大会より毎回起用されている[6]。
- 2005年9月14日には、新キャラクターグッズとして「シュガーバニーズ バニーズフィールド」を発売開始[7]。
- 2008年8月1日、バニーズフィールドに住む双子のバレリーナのキャラクター「シュガーメヌエット」が発表され、同月8日からシュガーバニーズとは別に商品展開を開始した[8]。
- 2009年には、ももうさとはなうさが花育キッズプログラムのシンボルキャラクターに就任した[9]。
- 2012年には、しろうさとくろうさの弟子で双子のねずみのキャラクター「カカオ&バニラ」が発表された[10]。

## キャラクター
- しろうさ - 男の子、 職業：パティシエ[4]

白い毛色と赤い蝶ネクタイが特徴。くろうさの双子のお兄さん。クリーム（甘いペースト状の食品）|クリームやフルーツを使ったケーキを作るのが得意。誕生日は5月26日。
- くろうさ - （同上）

栗色の毛色と白い毛色の口元とおなかが特徴。のんびりや。チョコレートを使ったお菓子と焼き菓子を作るのが得意。
- ももうさ - 女の子、 職業：フローリスト（花屋）[4]

桃色の毛色と右耳に付けたリボンが特徴。おしゃれセンスが抜群。
- はなうさ - （同上）

薄黄色の毛色と三本まつ毛と左耳に付けた花の飾りが特徴。花を育てるのが得意。
- あおうさ - 男の子、職業：ヴェリエ（ガラス職人）[4]

青い毛色と白い毛色の口元とおなかが特徴。読書家で物知り。
- あおみみうさ - （同上）

白い毛色と水色の耳が特徴。おっとりやでみんなを和ませる。
- ブルーベリーうさ - 女の子、職業：コンフィチュリエ（ジャム職人）[4]

紫の毛色と左耳に付けたブルーベリーの耳飾りが特徴。ジャム作りの他に料理も得意。
- ストロベリーうさ - （同上）

ももうさのような桃色の毛色と左耳に付けた苺の耳飾りが特徴。果物や野菜を育てるのが得意な園芸家。
- ラテうさ - 男の子、職業：バリスタ（エスプレッソ職人）[4]

薄茶色の毛色と口元のそばかすが特徴。コーヒーのメニューを考えるのが得意。
- カプチーノうさ - （同上）

茶色の毛色が特徴。絵が上手でラテアートが得意。絵を描く時や忙しいときに耳が立つ癖がある。
- ぶちうさ - 男の子、職業：ジェラティエーレ（ジェラート職人）[4]

ダルメシアンのようなぶち模様の毛並みが特徴。フレーバーを考えるのが大得意。
- ミントうさ - （同上）

ミント色の毛色が特徴。甘い物好きな食いしん坊。しろうさとくろうさの作るお菓子やケーキのファン。
- こむぎうさ - 男の子、職業：ブーランジェ（パン職人）[4]

小麦色の毛色とツンツンの短髪が特徴。スポーツが得意でサッカーが大好き。
- ぱんだうさ - （同上）

パンダのような白黒の毛色が特徴。あわてもの。

### シュガーメヌエット
バニーズフィールドの森の奥にある湖に住んでいるウサギの双子の姉妹でバレリーナ（2008年追加）。
- バレエうさ - 女の子、職業：バレリーナ
- プリマうさ - （同上）

### カカオ&バニラ
バニーズフィールドの隣のマウスヴィレッジ出身のネズミ達で、ショコラティエ（2011年追加）。
- カカオ - 男の子
- バニラ - 女の子

## テレビアニメ
テレビ東京系番組「キティズパラダイスPLUS」内でアニメ化された。2007年4月3日から同年9月25日にかけて26話放送、2008年4月1日から同年9月30日までは第2シリーズ『シュガーバニーズ ショコラ!』が放送された。物語の舞台はフランスで、アニメオリジナルの人間キャラクターが登場して話が進む。合言葉は「きっとうまくいくよ」。2009年4月7日からは、ももうさとはなうさをメインに据えたガーデニングがテーマの第3シリーズ『シュガーバニーズ フルール』が放送された。声の出演が、ほとんど1人2役以上であった。Amazonプライムで視聴可能となっている。

### 声の出演
- しろうさ：堀江由衣
- くろうさ：木村亜希子

バニーズ側の主人公たち。
- ももうさ・はなうさ：田村ゆかり
- ぶちうさ：植田佳奈
- ミントうさ、ブルーベリーうさ：増田ゆき
- こむぎうさ：かかずゆみ
- ぱんだうさ：大西健晴
- ラテうさ：藤田圭宣
- カプチーノうさ：笹本優子
- ストロベリーうさ・あおうさ：ゆりん
- あおみみうさ：浜田賢二
- 女王シュクレ・女王アール：冨永みーな

バニーズに「大切なもの」を見つけるように命じ、人間界に送り出す。人間界との行き来に必要な力をもっている。
【第2シリーズ後半登場 オリジナルのうさぎ】
- たびうさ - 男の子、旅行業（旅のコンシェルジュ）: 樋口智恵子

オレンジのスカーフを巻いている。
- かぜうさ - (同上)

青いマントをしている。
【以下は人間界のキャラクター】
- ソフィア・シェルブール：植田佳奈

バニーズ（第2シリーズではしろうさ・くろうさ）が居候するお店の少女。人間側の主人公でもある。
- フランソワーズ・デュポーン：笹本優子

裕福な家の少女。ピエールのお店に通うのを日課としている（第2シリーズではももうさ・はなうさ・ブルーベリーうさ・ストロベリーうさが居候）。
- ピエール・ジュネ：増田ゆき

自転車が趣味の少年。ソフィア家の向かいで両親がレストランを営み、よくお店の手伝いをしている（第2シリーズではこむぎうさ・ぱんだうさ・ラテうさ・カプチーノうさが居候）。
- マルーヌ・デブシャン：梅田貴公美

美食家の男の子（第2シリーズではぶちうさ・ミントうさ・あおうさ・あおみみうさが居候）。
- ディーヤ・デルヴォー：銀河万丈

フランソワーズ家の執事。
- カトリーヌ：銀河万丈

フランソワーズが飼う犬。
- ソフィアのママ：増田ゆき

ぬいぐるみを直すのが上手。イラストも書く。
- ソフィアのパパ：浜田賢二

絵本作家
- フランソワーズのパパ
- フランソワーズのママ
- ピエールのママ：梅田貴公美
- ピエールのパパ：大西健晴
- マルーヌのパパ：高橋研二

ガラス細工が趣味。
- マルーヌのママ
- ミレーユ・ダリエ：かかずゆみ

ソフィアの親友。パリに引っ越してしまう。
- シャルロット・フェレール：田村ゆかり

ソフィア達より年下で、バレエを習っている少女。
- シャルロットのパパ／ピアニスト
- シャルロットのママ／バイオリニスト
- ジャン・ビゴット：井上和彦

ピエールのパパと同級生。有名パティシエ。
- エミール：樋口智恵子

ソフィア達より年上で、パティシエ選手権の優勝常連者だった。
- ニコラ・デルヴォー：井上麻里奈

第2シリーズ、ソフィアがベルギーで出会ったブリュッセルに住む少年。ショコラティエの勉強中。
- アニエス・モネ：井上麻里奈

第3シリーズ、学校に赴任してきた理科の先生。
- リディ・エーメ：小清水亜美

第3シリーズ、人見知りな少女。父親がアルプスにあるフランソワーズの別荘を管理している。

### スタッフ
第1期
- 監督 - 釘宮洋
- シリーズ構成 - 北条千夏→浦沢義雄

第2期
- 監督 - 釘宮洋
- シリーズ構成 - 浦沢義雄
- 脚本 - 浦沢義雄、影山由美、堀井明子

第3期
- 監督 - 釘宮洋
- シリーズ構成 - 影山由美
- 脚本 - 影山由美、堀井明子、丸尾みほ

### 主題歌
シュガーバニーズ（第1期・第2期）
オープニング「きっとうまくいくよ」
作詞 - 楠本さちこ / 作曲 - 高橋剛 / 歌 - しろうさ（堀江由衣）・くろうさ（木村亜希子）
- テレビでは第1期第10話・第2期第18話でのみ放送

エンディング「ようこそバニーズフィールドへ」
作詞 - 楠本さちこ / 作曲 - 高橋剛 / 歌 - 吉田仁美
- テレビでは放送されず、DVDにのみ収録。第1巻、第3巻、第5巻では1番の歌詞を、第2巻、第4巻、第6巻では2番の歌詞を使用

イメージソング「恋するパティシエ」
作詞 - 楠本さちこ / 作曲 - 高橋剛 / 歌 - しろうさ（堀江由衣）・くろうさ（木村亜希子）
- 「シュガーバニーズのパティシエ占い」で使用されている歌。第2期DVD第7巻の特典映像

シュガーバニーズ フルール（第3期）
オープニング「フルール*フルール*フルール」
作詞 - サンリオピューロランド(楠本さちこ) / 作曲 - 高橋剛 / 歌 - しろうさ（堀江由衣）・くろうさ（木村亜希子）・ももうさ・はなうさ（田村ゆかり）
- テレビでは第3期第9話で放送

エンディング「こもれびの中で」
作詞 - サンリオピューロランド(楠本さちこ) / 作曲 - 高橋剛 / 歌 - 吉田仁美

### 各話リスト
パティシエ選手権は小学生までが出場できる設定
| 話数 | サブタイトル                   | 脚本     | 絵コンテ | 演出       | 作画監督   | 放映日        |
| ---- | ------------------------------ | -------- | -------- | ---------- | ---------- | ------------- |
| 1    | バニーズフィールドからの旅立ち | 北条千夏 | 釘宮洋   | 釘宮洋     | 海老沢幸男 | 2007年 4月3日 |
| 2    | ソフィアとの出会い             | 北条千夏 | 釘宮洋   | 釘宮洋     | 田鐘民     | 4月10日       |
| 3    | ぼくたちシュガーバニーズだよ   | 北条千夏 | 釘宮洋   | 釘宮洋     | 阿部和彦   | 4月17日       |
| 4    | シャルロットの夢               | 福嶋幸典 | 大庭秀昭 | 大庭秀昭   | 大城勝     | 4月24日       |
| 5    | カトリーヌとももうさ           | 冨岡淳広 | 大庭秀昭 | 小野田雄亮 | 大城勝     | 5月1日        |
| 6    | ママのスイーツ                 | 神山修一 | 大庭秀昭 | 小野田雄亮 | 島崎克実   | 5月8日        |
| 7    | パティシエ選手権への道         | 浦沢義雄 | 上原秀明 | 樫山聡之   | 島崎克実   | 5月15日       |
| 8    | バリスタ!ピエール              | 影山由美 | 松浦錠平 | 小野田雄亮 | 田鐘民     | 5月22日       |
| 9    | フランソワーズのタルトタタン   | 堀井明子 | 大庭秀昭 | 小野田雄亮 | 海老沢幸男 | 5月29日       |
| 10   | 夢のあるパパとママ             | 浦沢義雄 | 大庭秀昭 | 大庭秀昭   | 島崎克実   | 6月5日        |
| 11   | マルーヌの決意                 | 影山由美 | 松浦錠平 | 小野田雄亮 | 大城勝     | 6月12日       |
| 12   | 見つけた夢                     | 堀井明子 | 上原秀明 | 上原秀明   | 田鐘民     | 6月19日       |
| 13   | カトリーヌのバースデー         | 浦沢義雄 | 樫山聡之 | 樫山聡之   | 野田直道   | 6月26日       |
| 14   | ステキな届け物                 | 影山由美 | 大庭秀昭 | 小野田雄亮 | 金恩寧     | 7月3日        |
| 15   | スイーツに願いを込めて         | 堀井明子 | 鈴木大司 | 鈴木大司   | 島崎克実   | 7月10日       |
| 16   | ライバル登場                   | 堀井明子 | 上原秀明 | 小野田雄亮 | 島崎克実   | 7月17日       |
| 17   | ドキドキ本戦開始!              | 影山由美 | 大庭秀昭 | 大庭秀昭   | 志村隆行   | 7月24日       |
| 18   | 優勝者は…                      | 浦沢義雄 | 大庭秀昭 | 大庭秀昭   | 金恩寧     | 7月31日       |
| 19   | 大切なもの?                    | 浦沢義雄 | 釘宮洋   | 釘宮洋     | 大城勝     | 8月7日        |
| 20   | 遠くへ行っちゃうの?!           | 影山由美 | 大庭秀昭 | 浅見松雄   | 島崎克実   | 8月14日       |
| 21   | 新しい花?新しいジャム?         | 堀井明子 | 上原秀明 | 小野田雄亮 | 金恩寧     | 8月21日       |
| 22   | ピエールのシチュー             | 浦沢義雄 | 樫山聡之 | 樫山聡之   | 野田直道   | 8月28日       |
| 23   | おいしいヒミツ                 | 影山由美 | 上原秀明 | 上原秀明   | 武内啓     | 9月4日        |
| 24   | ドキドキ☆ピクニック            | 堀井明子 | 鈴木大司 | 鈴木大司   | 鈴木大司   | 9月11日       |
| 25   | スプーンに映った…              | 浦沢義雄 | 大庭秀昭 | 大庭秀昭   | 金恩寧     | 9月18日       |
| 26   | アデュー!バニーズ              | 影山由美 | 大庭秀昭 | 大庭秀昭   | 高木信一郎 | 9月25日       |
| 27   | 大切な友達へ…                  | 堀井明子 | 釘宮洋   | 釘宮洋     | 釘宮洋     | 未放送        |

| 話数 | サブタイトル               | 放映日        | 話数   | サブタイトル           | 放映日  |
| ---- | -------------------------- | ------------- | ------ | ---------------------- | ------- |
| 1    | ソフィアに会いたい         | 2008年 4月1日 | 15     | 結果を待ちながら       | 7月8日  |
| 2    | ソフィアはどこ?            | 4月8日        | 16     | 甘いチョコレート       | 7月15日 |
| 3    | パーティの準備             | 4月15日       | 17     | ソフィア、絶体絶命!    | 7月22日 |
| 4    | サプライズパーティ         | 4月22日       | 18     | パリで探そう!          | 7月29日 |
| 5    | シャルロットのバレエ       | 4月29日       | 19     | 発表、結果は…          | 8月5日  |
| 6    | 働くお嬢さま               | 5月6日        | 20     | 女王様とディーヤ       | 8月12日 |
| 7    | ソフィアの学校はどっち?    | 5月13日       | 21     | お別れなんてイヤッ!!   | 8月19日 |
| 8    | 悩めるマルーヌ             | 5月20日       | 22     | 残っていたバニーズ     | 8月26日 |
| 9    | ピエールのふたつの夢       | 5月27日       | 23     | 帰りたい?帰れない?     | 9月2日  |
| 10   | パティシエ選手権のポスター | 6月3日        | 24     | 仲直り大作戦!?         | 9月9日  |
| 11   | ニコラが来る!              | 6月10日       | 25     | 夢のチョコファウンテン | 9月16日 |
| 12   | ときめき♥ピクニック        | 6月17日       | 26     | 思い出がいっぱい!      | 9月23日 |
| 13   | 自然のおくりもの           | 6月24日       | 27     | ソフィアへのお祝いの品 | 未放送  |
| 14   | ソフィアのスイーツは?      | 7月1日        | 特別編 | 地図に描いた思い出     | 未放送  |

| 話数 | サブタイトル           | 放映日        | 話数   | サブタイトル      | 放映日  |
| ---- | ---------------------- | ------------- | ------ | ----------------- | ------- |
| 1    | ヴェイユさんのお庭     | 2009年 4月7日 | 15     | 走れシャルロット! | 7月14日 |
| 2    | カギを探せ!            | 4月14日       | 16     | お花は大切に!     | 7月21日 |
| 3    | ステキなお庭をもう一度 | 4月21日       | 17     | お花はどこへ?     | 7月28日 |
| 4    | みんなバラバラ         | 4月28日       | 18     | 特別な種          | 8月4日  |
| 5    | のんびり、じっくり     | 5月5日        | 19     | デート!デート!!   | 8月11日 |
| 6    | お庭のいばりん坊       | 5月12日       | 20     | 森のたんけんたい  | 8月18日 |
| 7    | オバケが出た!?         | 5月19日       | 21     | ふたりはひとり?   | 8月25日 |
| 8    | 心を込めたプレゼント   | 5月26日       | 22     | マルーヌの庭で    | 9月1日  |
| 9    | アルプスの呼び声       | 6月2日        | 23     | みんなでお願い    | 9月8日  |
| 10   | 花じいさん             | 6月9日        | 24     | 嵐が来た!         | 9月15日 |
| 11   | リディの苦手なもの     | 6月16日       | 25     | みんなあつまれ!   | 9月22日 |
| 12   | 眠れるプチラパン       | 6月23日       | 26     | バニーズの願い    | 9月29日 |
| 13   | さよならアルプス       | 6月30日       | 27     | 女王さまのお仕事  | 未放送  |
| 14   | おしゃれなパリジェンヌ | 7月7日        | 特別編 | お庭のできごと    | 未放送  |

## CD
- Blanc Noir〜きっとうまくいくよ〜（2006年12月24日、サンリオピューロランド限定発売）
2007年11月21日発売の「シュガーバニーズ DVD-BOX」にも特典として付属。
  - Blanc Noir〜きっとうまくいくよ〜
歌：しろうさ（堀江由衣）・くろうさ（木村亜希子）
- キティズパラダイスPLUS ソング・ブック サンリオキャラクターとうたおう! アニメ・ソング（2007年12月19日）
  - きっとうまくいくよ
歌：しろうさ（堀江由衣）・くろうさ（木村亜希子）
- Blanc Noir〜きっとうまくいくよ〜/CHAMPS DE FLEURS〜シャンドフルール〜（2008年6月21日、サンリオピューロランド及び通販限定発売）
  - Blanc Noir〜きっとうまくいくよ〜
歌：しろうさ（堀江由衣）・くろうさ（木村亜希子）
  - CHAMPS DE FLEURS
歌：ももうさ・はなうさ（田村ゆかり）
  - Blanc Noir〜きっとうまくいくよ〜（カラオケ）
  - CHAMPS DE FLEURS（カラオケ）
- 親子でドライブ!てあそびうた（7月8日）
  - 恋するパティシエ〜天使のレシピver.〜
しろうさ（堀江由衣）・くろうさ（木村亜希子）

## サンリオキャラクター大賞の順位
『いちご新聞』の読者投票企画「サンリオキャラクター大賞」では第23回（ 2008年）、第24回（ 2009年）の5位が歴代最高である。
2013年サンリオキャラクター大賞25位。2013年サンリオキャラクター大賞の特別企画である「これやります宣言」で、「10位以内ならシュガーバニーズの手作りケーキを届ける」と宣言していたが、ランクインを逃し実現とはならなかった。単独でサンリオキャラクター大賞にノミネートしている「シュガーメヌエット」も「20位以内ならバレエの大会シュガーメヌエット杯を開く」と宣言していたが、41位にランクインされたため実現とはならなかった。同じく「カカオとバニラ」も「20位以内ならカカオとバニラのチョコレシピを公開する」と宣言していたが、49位にランクインされたため実現とはならなかった。
2014年サンリオキャラクター大賞では「カカオとバニラ」は昨年の49位からDグループ6位に大きく順位を上げたことが評価され、「ビッグ・ステップアワード」を受賞した。
また、いちご新聞オリジナル企画で2016年より「サブキャラコンテスト」が開催されている。第1回（2016年）の「サブキャラコンテスト」では「ストロベリーうさ」が28位にランクインされ、第2回（2017年）の「サブキャラコンテスト」では「はなうさ」が32位タイにランクインされ、第3回（2018年）の「サブキャラコンテスト」では「ミントうさ」が26位にランクインされた。第4回（2019年）は第1回（2016年）〜第3回（2018年）までの上位20キャラクター同士の決戦コンテストで、シュガーバニーズのサブキャラはいずれも上位20位圏外のためノミネートなしであった。第5回（2020年）の「サブキャラコンテスト」ではシュガーバニーズのサブキャラはノミネートなしであった。
- 2024年サンリオキャラクター大賞34位
- 2023年サンリオキャラクター大賞33位
- 2022年サンリオキャラクター大賞33位
- 2021年サンリオキャラクター大賞34位
- 2020年サンリオキャラクター大賞36位（いちご新聞ランキング36位[22]）。
- 2019年サンリオキャラクター大賞32位（いちご新聞ランキング29位[23]）。
- 2018年サンリオキャラクター大賞41位（いちご新聞ランキング40位[24]）。
- 2017年サンリオキャラクター大賞30位（いちご新聞ランキング32位[25]）。
- 2016年サンリオキャラクター大賞32位（いちご新聞ランキング27位[26]） ／ なでる投票33位[27]。
- 2015年サンリオキャラクター大賞33位[28]（いちご新聞ランキング33位[29]）。
- 2014年サンリオキャラクター大賞20位圏外[16][30][注 4]（いちご新聞ランキング32位[32]）。
- 2013年サンリオキャラクター大賞25位（いちご新聞ランキング25位）
- 2012年サンリオキャラクター大賞17位[33]。
- 2011年サンリオキャラクター大賞13位[34]。
- 2010年サンリオキャラクター大賞13位[35]。
- 2009年サンリオキャラクター大賞5位[3]。
- 2008年サンリオキャラクター大賞5位。
- 2007年サンリオキャラクター大賞7位。
- 2006年サンリオキャラクター大賞8位。
- 2005年サンリオキャラクター大賞7位[3]。

### シュガーメヌエットの順位
- 2024年サンリオキャラクター大賞69位。
- 2023年サンリオキャラクター大賞76位。
- 2022年サンリオキャラクター大賞65位。
- 2021年サンリオキャラクター大賞49位。
- 2020年サンリオキャラクター大賞59位（いちご新聞ランキング66位）。
- 2019年サンリオキャラクター大賞48位（いちご新聞ランキング69位）。
- 2018年サンリオキャラクター大賞64位（いちご新聞ランキング84位）。
- 2017年サンリオキャラクター大賞56位（いちご新聞ランキング68位）。
- 2016年サンリオキャラクター大賞53位（いちご新聞ランキング78位タイ） ／ なでる投票84位[27]。
- 2015年サンリオキャラクター大賞62位（いちご新聞ランキング76位）。
- 2014年サンリオキャラクター大賞20位圏外[注 4]（いちご新聞ランキング44位）。
- 2013年サンリオキャラクター大賞41位。
- 2012年サンリオキャラクター大賞31位。

### カカオとバニラの順位
- 2018年サンリオキャラクター大賞85位（いちご新聞ランキング92位）。
- 2017年サンリオキャラクター大賞58位（いちご新聞ランキング76位）。
- 2016年サンリオキャラクター大賞60位（いちご新聞ランキング90位タイ） ／ なでる投票85位[27]。
- 2015年サンリオキャラクター大賞61位（いちご新聞ランキング85位）。
- 2014年サンリオキャラクター大賞20位圏外[注 4]（いちご新聞ランキング54位タイ）。
- 2013年サンリオキャラクター大賞49位。
- 2012年サンリオキャラクター大賞32位。

## その他
- 『いちご新聞』でシュガーバニーズが初めて表紙を飾ったのは、2005年1月号（443号）である[36]。
- エクサムが発売するキッズ向けトレーディングカードアーケードゲームであるハローキティとまほうのエプロン 〜サンリオキャラクター大集合!〜の第4弾『〜みんな集まれ!お料理パーティー!〜』に登場するキャラクターのひとつとしてシュガーバニーズが起用された[37]。